# لورانس هارغريف
لورانس هارغريف (بالإنجليزية: Lawrence Hargrave)‏ (و. 1850 – 1915 م) هو مهندس فضاء جوي، ومهندس، وعالم فلك من أستراليا. ولد في غرينيتش. 
توفي في سيدني، عن عمر يناهز 65 عاماً.